# لويس فونسي
لويس فونسي (بالإسبانية: Luis Fonsi)‏ (مواليد 15 أبريل 1978 في سان خوان)، هو مغني، وممثل، وكاتب غنائي بورتوريكي بدأ مسيرته الفنية عام 1998. اشتهر من خلال أغنية «ديسباسيتو» التي أطلقت في يناير 2017.

## حياته
ولد لويس في بورتوريكو وفي فترة طفولته انتقلت عائلته إلى مدينة أورلاندو في ولاية فلوريدا الأمريكية. وخلال المدرسة انضم إلى فرقة المدرسة الموسيقية. ليطلق ألبوماً سنة 2000 بالاشتراك مع المغنية كريستينا أجيليرا، لتحقق له شهرة في أوروبا. في سنة 2011 أطلق عليه لقب «زعيم الجيل الجديد للموسيقى اللاتينية» لشهرته بالأغاني اللاتينية وانتشار أغانية في دول لاتينية مثل المكسيك وكولومبيا والدومينيكان وفنزويلا. كما شارك بأفلام مكسيكية مختلفة، حصل على جوائز في مسيرته الغنائية مثل جائزة الجرامي اللاتينية وجائزة "Premio Lo Nuestro" و"Premios Juventud‏".

## حياته المهنية
في عام 2007 أُختير لويس فونسى ليكون جزءًا من لجنة تحكيم النسخة الجديدة من فرقة الصبي اللاتيني «مينودو» وقد تكون الفرقة مزيجاً من الموسيقى الحضرية والبوب والروك باللغتين الإنجليزية والإسبانية لإنتاج العديد من الألبومات مع تسمية سوني سوني بي إم جي إبك ريكوردز عُقدت العديد من الاختبارات في مدن مختلفة مثل لوس أنجلوس، دالاس (تكساس)، ميامي، نيويورك، وغيرها. فونسى كان جزأ من منافسة دالاس (تكساس)، حيث أختاره المُذيع دانيال لونا الذي أختارهما، أختلف الحكام في أختيارتهم، وكان النجم الصاعد جايسي جونزاليس واحداً من بين 25 اختياراً.

## أغنية دسباسيتو
دسباسيتو وهي الأغنية الأهم في مسيرته الفنية ومنذ إطلاقها في 13 يناير 2017 على يوتيوب وهي تحقق نجاحات بارزة حيث حصدت الأغنية 7,814,565,056 مشاهدة في 16 أبريل 2022 ولا زالت الأغنية تزيد في عدد مشاهداتها مما جعلها تحطم الرقم القياسي العالمي في عدد المشاهدات على موقع يوتيوب.

## وصلات خارجية
- لويس فونسي على موقع IMDb (الإنجليزية)
- لويس فونسي على موقع ميوزك برينز (الإنجليزية)
- لويس فونسي على موقع قاعدة بيانات برودواي على الإنترنت (الإنجليزية)
- لويس فونسي على موقع أول ميوزيك (الإنجليزية)
- لويس فونسي على موقع ديسكوغز (الإنجليزية)
- لويس فونسي على موقع قاعدة بيانات الفيلم (الإنجليزية)

- الموقع الرسمي